# قيامة أرطغرل (الموسم 2)
قيامة أرطغرل 2 هو جزء من المسلسل التركي التاريخي الدرامي قيامة أرطغرل الذي أنتجه محمد بوزداغ. يُعتبر هذا الموسم تكملة للموسم الأول وسابقًا للموسم الثالث. عُرض الموسم الثاني لأول مرة في 30 سبتمبر 2015 واختتم في 8 يونيو 2016.

## قصة
في الجزء الثاني من المسلسل، تهاجم قبيلة قايي المغول بقيادة بايجو نويان، مما يؤدي لمقتل العديد من أعضائها. تضطر القبيلة للجوء إلى قبيلة الدودورغا برئاسة كوركوت باي، خال أرطغرل. 
تسود الفتن بين القبيلتين بسبب مكر أيتولون، زوجة كوركوت، وخطط الخونة الموالين للأمير السلجوقي سعد الدين كوبيك. يُكتشف الخائن كوجاباش الذي يعمل لصالح بايجو ويتم القضاء عليه. تتصاعد التوترات عندما يتهم بايجو أرطغرل بقتل ابنه توتكين، مما يثير النزاع بينهما.
يستمر أرطغرل في التخطيط للهجرة إلى أراضي بيزنطة، بينما يعود شقيقه سونغور تكين. يُخطط غوموش تكين لقتل كوركوت باي، لكن أرطغرل يكشف المؤامرات. تنتهي الأحداث بمواجهة أرطغرل لنزاعات بايجو، ومقتل الأمير الصغير يغيت على يد رجال سعد الدين كوبيك.
في ختام الجزء، تتصاعد الخلافات بين أبناء سليمان شاه حول القيادة، مما يؤدي إلى انقسام القبيلة. يقرر أرطغرل مع مجموعة من القبيلتين الاتجاه نحو الحدود الغربية، مما يفتح الباب لأحداث مثيرة في الجزء الثالث.

## إنتاج
استند الموسم الثاني إلى الأحداث الجارية التي تحدث في العام في ذلك الوقت.  وقال المخرج متين جوناي :

## استقبال
حققت المقاطع الترويجية للموسم الثاني من المسلسل نجاحًا كبيرًا في تركيا، حيث حقق الإعلان التشويقي والمقطورة أكثر من 10 ملايين مشاهدة عبر الإنترنت خلال ثلاثة أيام فقط. كما حصلت على ما يقرب من 3 مليون نقرة، وتلقت آلاف التعليقات الإيجابية على وسائل التواصل الاجتماعي، مما يعكس الشعبية الكبيرة للمسلسل.

## الممثلون
| الممثل التركي                 | الدور أو الشخصية | مؤدي الصوت العربي | وصف الشخصية لهذا الموسم                 |
| ----------------------------- | ---------------- | ----------------- | --------------------------------------- |
| إنجين ألتان دوزياتان          | أرطغرل           | علي صطوف          | ابن الأم هايمه وزوج حليمة               |
| كعان طاشانر                   | غوندوغدو         | الليث المفتي      | شقيق أرطغرل والابن الأكبر للأم هايمه    |
| هوليا دارجان                  | الأم هايمه       | ثراء دبسي         | أم أرطغرل وشقيقة كوركوت                 |
| أوغور غونيش                   | توتكين           | إبراهيم عيسى      | الابن الوحيد للسيد كوركوت               |
| ديدام بالشين                  | السيدة سيلجان    | سوزان سكاف        | زوجة غوندوغدو                           |
| إسراء بيلجيتش                 | حليمة            | ريما سلوم         | زوجة أرطغرل وأخت يغيت                   |
| بورجو كيراتلي                 | غوكجه            | كريستين شحود      | أخت سيلجان وحبيبة توتكين                |
| باريش باجي                    | نويان            | أسامة جنيد        | قائد المغول في الأناضول واسمه (بايجو)   |
| حسين اوزاي [التركية]          | السيد كوركوت     | يوسف المقبل       | سيد قبيلة الدودورغا وشقيق الأم هايمه    |
| مراد غريب أغا أغلو            | سعد الدين كوبيك  | عدنان عبد الجليل  | الوزير الأول للسلطان علاء الدين         |
| آيبرك بيكجان                  | السيد أرتوك      | باسل حيدر         | طبيب قبيلة الدودورغا وصاحب السيد كوركوت |
| جنكيز جوكشون                  | تورغوت           | رائد مشرف         | من محاربي أرطغرل                        |
| جافيد جيتين غونر [الأوردية]   | دوغان            | رأفت بازو         | من محاربي أرطغرل وحبيب بانو شيشيك       |
| نور الدين سونميز              | بامسي بيرك       | مالك محمد         | من محاربي أرطغرل                        |
| عثمان سويكوت                  | ابن عربي         | واصف الحلبي       | شيخ أرطغرل                              |
| تولجا سالا [الإنجليزية]       | حمزة ألب         | فادي الحموي       | محارب غوندوغدو                          |
| زينب كزلتان                   | غونجاغول         | سيلفا زعرور       | ابنة غوموشتكين                          |
| محمد بولات                    | غوموش تكين       | مروان أبو شاهين   | من رجال سعد الدين كوبيك ووالد غونجاغول  |
| سيزغين إيرديمير               | سنغور تكين       | حسام سكاف         | شقيق أرطغرل المفقود                     |
| محرم أوزجان                   | تانغوت           | عاصم حواط         | القائد الأول لنويان                     |
| جاغلار ييغتوغوللاري [التركية] | شامان            | جمال نصار         | عظيم حكماء المغول أو (أولوبيلجي)        |
| إيفرين إرلر                   | كوجاباش          | أيهم العباسي      | أحد محاربي توتكين                       |
| إزجي أسماء كوركلو             | بانو شيشيك       | صابرين الورار     | محاربة من الدودورغا وحبيبة دوغان        |
| كابتان غورمان                 | جيكلي            | زيد الظريف        | رجل يقطن الغابة عند مخيم الدودورغا      |
| أردا أنارات [الإنجليزية]      | دوندار           | عامر أبو حامد     | الأخ الأصغر لأرطغرل                     |
| براق تيميز                    | الأمير يغيت      | وسيم قزاز         | شقيق حليمة                              |
| إمري أوزان                    | بوركلو           | محمد دلعو         | أحد محاربي نويان                        |
| أتيلا كيليش                   | بوغاتش ألب       | أسامة تيناوي      | أحد محاربي توتكين                       |
| غوكهان كاراجيك                | الدرويش          | كامل نجمة         | مرافق الشيخ ابن عربي ويدعى (إسحاق)      |
| جلال آل                       | عبد الرحمن       | محمد شمه          | حارس خيمة السيادة لقبيلة الكايي         |
| أديب زيدان                    | دومرول ألب       | أحمد حجازي        | من محاربي الكايي                        |
| غوكهان أوزكاي                 | كايا ألب         | طالب الرفاعي      | حارس خيمة السيادة لقبيلة الدودورغا      |
| ميليه أوزدوغان                | سامسا            | رائد الأسود       | أحد محاربي توتكين                       |
| محمد تشيفيك [التركية]         | ديلي ديمير       | مرشد ضرغام        | حداد قبيلة الكايي                       |
| ايفريم سولماز                 | أيتولون          | عبير حريري        | أخت غوموشتكين وزوجة كوركوت الثانية      |

## الحلقات
1. نحن لا نعطي التربة المختلطة (Bir Karış Toprak Vermeyiz)
2. نحن لا نميل إلى ذلك (Boyun Eğmeyeceğiz)
3. زمن الاتحاد (Birlik Vakti)
4. البطل المنتظر (Beklenen Kahraman)
5. أنت لست وحدك (Yalnız Değilsin)
6. نهضة جيدة (Kutlu Uyanış)
7. يوم القيامة. الجزء الأول (Diriliş Günü. İlk kısım)
8. يوم القيامة. الجزء الثاني (Diriliş Günü. İkinci kısım)
9. أنت لست وحدك (Yalnız Değilsin)
10. نار القيامة (Diriliş Ateşi)
11. الفجر الباكر (Beklenen Şafak)
12. من أجل أمتي (Milletim İçin)
13. ثمن الخيانة (İhanetin Bedeli)
14. توجهت (Baş Koydum)
15. هناك الله وليس هناك حزن (Allah Var Gam Yok)
16. في ظل الهلال (Hilalin Gölgesinde)
17. الفتح المقدس (Kutlu Fetih)
18. مجد النصر (Zaferin Şerefi)
19. الحملة لنا والنصر لله (Sefer Bizim Zafer Allah'ındır)
20. معركة الحق والباطل (Hak ile Batılın Savaşı)
21. صوت الحقيقة (Hakkın Sesi)
22. نار الغزو (Fetih Ateşi)
23. لعبة قذرة (Kirli Oyun)
24. معركة عظيمة (Büyük Mücadele)
25. لن نعطي فرصة (Fırsat Vermeyeceğiz)
26. حان وقت العدالة (Adalet Vakti)
27. يوم سعيد (Kutlu Gün)
28. طريق غزة (Gaza Yolu)
29. طريق الحقيقة (Hak Yolu)
30. لعبة العدالة (Adalet Oyunu)
31. مستقبل الدولة (Devletin İstikbali)
32. طريقنا (Bizim Yolumuz)
33. بقاء الدولة (Devletin Bekası)
34. النضال المقدس. الجزء الأول (Kutlu Mücadele. İlk kısım)
35. النضال المقدس. الجزء الثاني (Kutlu Mücadele. İkinci kısım)

## روابط خارجية
- قائمة حلقات قيامة أرطغرل (الموسم 2)  على قاعدة بيانات الأفلام على الإنترنت